# إرل كوك جونيور
إرل كوك جونيور (بالإنجليزية: Erle Cocke, Jr.)‏ هو شخصية أعمال أمريكي، ولد في 10 مايو 1921 في داوسون في الولايات المتحدة، وتوفي في 23 أبريل 2000 في تشيفي تشايس ‏ في الولايات المتحدة بسبب سرطان البنكرياس.